# Meadowlakes (Texas)
Meadowlakes es una ciudad ubicada en el condado de Burnet en el estado estadounidense de Texas. En el censo de 2010 tenía una población de 1777 habitantes y una densidad poblacional de 885,29 personas por kilómetro cuadrado.

## Geografía
Meadowlakes se encuentra ubicada en las coordenadas 30°33′51″N 98°17′42″O / 30.56417, -98.29500. Según la Oficina del Censo de los Estados Unidos, Meadowlakes tiene una superficie total de 2,01 km², de la cual 1,97 km² corresponden a tierra firme y (2,06 %) 0,04 km² es agua.

## Demografía
Según el censo de 2010, había 1777 personas residiendo en Meadowlakes. La densidad de población era de 885,29 hab./km². De los 1777 habitantes, Meadowlakes estaba compuesto por el 96,12 % blancos, el 0,34 % eran afroamericanos, el 0,34 % eran amerindios, el 1,35 % eran asiáticos, el 0 % eran isleños del Pacífico, el 0,84 % eran de otras razas y el 1,01 % pertenecían a dos o más razas. Del total de la población el 6,36 % eran hispanos o latinos de cualquier raza.